# Iris Apfel

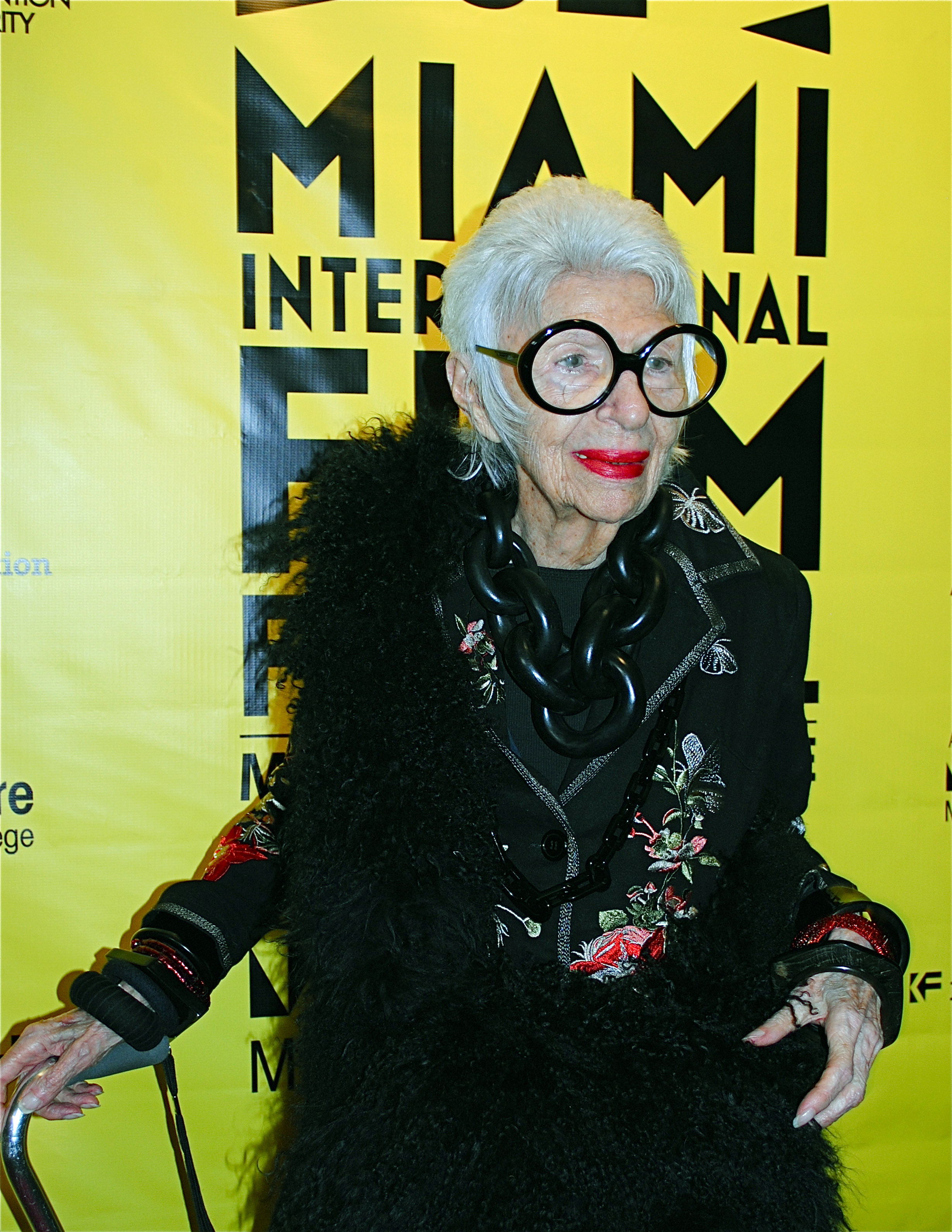
Iris Apfel (2015)

Iris Apfel, geb. Barrel (* 29. August 1921 in Queens, New York City; † 1. März 2024 in Palm Beach, Florida), war eine US-amerikanische Geschäftsfrau und Innenarchitektin, die seit den 2000er Jahren als Mode-Ikone bekannt wurde.

## Leben
Iris Apfel wurde als Iris Barrel in Astoria im New Yorker Stadtteil Queens geboren. Sie war das einzige Kind von Samuel Barrel, Inhaber einer Glaserei, und der in Russland geborenen Sadye Barrel, die eine Modeboutique führte. Ihre Eltern waren Juden. Sie studierte Kunstgeschichte an der New York University und besuchte später die Kunstakademie der University of Wisconsin.
Apfel arbeitete für Women’s Wear Daily, den Innendesigner Elinor Johnson und für den Illustrator Robert Goodman. Am 22. Februar 1948 heiratete sie Carl Apfel (1914–2015), mit dem sie 1950 die Textilfirma Old World Weavers gründete, in der sie bis zu ihrer Pensionierung 1992 tätig war. Während dieser Zeit hatte sie auch Aufträge für das Weiße Haus in Washington, D.C. Das Ehepaar Apfel blieb bis zu Carls Tod im Alter von 100 Jahren verheiratet.
Die sich selbst als „greises Modesternchen“ bezeichnende Apfel verdankte ihren Durchbruch als Stilikone einem Notstand: Nachdem das Kostüminstitut des Metropolitan Museum of Art eine Ausstellung kurzfristig absagen musste, fragte der Kurator Harold Koda bei Apfel, ob diese nicht aus ihrem privaten Kleider-Fundus eine Ausstellung arrangieren könne. Ihre Ausstellung „Rara Avis“ von 2005 im Metropolitan Museum of Art war die erste Ausstellung über Mode und Accessoires, die das Museum einer noch lebenden Person widmete, die keine Modedesignerin ist.
Weiters wurde Iris Apfel durch ihre Auftritte im Internet und im Fernsehen bekannt, vor allem durch die Dokumentation Iris von Albert Maysles aus dem Jahr 2014. International berühmt war die US-Amerikanerin durch ihr extravagantes Auftreten in der Öffentlichkeit und wegen ihres hohen Alters. Als Influencerin war Iris Apfel in den sozialen Medien aktiv und hatte drei Millionen Follower auf Instagram und 215.000 Follower auf TikTok.
Im Februar 2019 schloss Iris Apfel mit 97 Jahren bei der Modellagentur IMG einen Vertrag als Model ab. Bei dieser Agentur sind beispielsweise auch Kate Moss, Chrissy Teigen und Gigi Hadid unter Vertrag. Im November 2019 war sie auf dem Cover des Magazins Der Spiegel (Ausgabe 48/2019) zu sehen.
Am 1. März 2024 verstarb Apfel in ihrem Haus in Palm Beach, Florida, im Alter von 102 Jahren.

## Ehrungen und Auszeichnungen
- Women Together Special Award of the Year am 7. Juni 2016 auf der 12. jährlichen Women Together Gala in der General Assembly Hall der Vereinten Nationen in New York City[10]
- Women's Entrepreneurship Day Pioneer Award für ihre Arbeit in der Modebranche im November 2016 in New York City[11]
- Preisträgerin der Eight over Eighty Gala 2017 von The New Jewish Home[12]

## Veröffentlichungen
- Accidental Icon. Stil ist keine Frage des Alters. Midas Collection, Zürich 2019, ISBN 978-3-03876-146-4.